# Diego Percan
Diego Pertejo Canseco (Vegas del Condado, 13 de noviembre de 2001), más conocido como Diego Percan, es un futbolista español que juega de delantero en la Arka Gdynia de la Ekstraklasa.

## Trayectoria
Diego Percan comenzó su formación futbolística en las categorías inferiores del Club Deportivo San Lorenzo de León y continuó su desarrollo en la Cultural y Deportiva Leonesa. En la temporada 2020-21, debutó con el Júpiter Leonés, el equipo filial de la Cultural y Deportiva Leonesa, en la Tercera División de España. Durante dos temporadas, Percan mostró su potencial, destacándose como delantero con un notable registro goleador.
El 2 de mayo de 2021, Percan hizo su debut oficial con el primer equipo de la Cultural y Deportiva Leonesa en la Segunda División B de España, en un partido contra el Real Club Celta de Vigo "B". Durante la temporada 2021-22, formó parte de la plantilla de la Cultural en la Primera División RFEF, disputando 18 partidos y anotando un gol.
Para la temporada 2022-23, Percan se consolidó en la Cultural y Deportiva Leonesa, destacando como uno de los máximos goleadores del equipo en la Primera Federación.
El 19 de julio de 2023, fue fichado por el F. C. Barcelona Atlètic, el equipo filial del Fútbol Club Barcelona. El club catalán pagó un traspaso de 225.000 € fijos, más 50.000 € en variables y un porcentaje de una futura venta a favor de la Cultural y Deportiva Leonesa.
El 18 de junio de 2025, se incorporó al Arka Gdynia, club recién ascendido a la Ekstraklasa, la máxima categoría del fútbol polaco. Firmó un contrato hasta el final de la temporada 2026-27, con opción de ampliarlo por un año adicional.

## Estadísticas

### Clubes
Actualizado al último partido disputado el 8 de noviembre de 2024.
| Club                                      | Div.          | Temporada     | Liga  | Liga  | Liga   | Copas nacionales | Copas nacionales | Copas nacionales | Copas internacionales | Copas internacionales | Copas internacionales | Total | Total | Total  |
| Club                                      | Div.          | Temporada     | Part. | Goles | Asist. | Part.            | Goles            | Asist.           | Part.                 | Goles                 | Asist.                | Part. | Goles | Asist. |
| ----------------------------------------- | ------------- | ------------- | ----- | ----- | ------ | ---------------- | ---------------- | ---------------- | --------------------- | --------------------- | --------------------- | ----- | ----- | ------ |
| Cultural y Deportiva Leonesa "B" · España | 3.ª           | 2018-19       | 2     | 1     | 0      | —                | —                | —                | —                     | —                     | —                     | 2     | 1     | 0      |
| Cultural y Deportiva Leonesa "B" · España | 3.ª           | 2019-20       | 8     | 1     | 0      | —                | —                | —                | —                     | —                     | —                     | 8     | 1     | 0      |
| Cultural y Deportiva Leonesa "B" · España | 3.ª           | 2020-21       | 24    | 5     | 0      | —                | —                | —                | —                     | —                     | —                     | 24    | 5     | 0      |
| Cultural y Deportiva Leonesa "B" · España | 3.ª F         | 2021-22       | 15    | 9     | 0      | —                | —                | —                | —                     | —                     | —                     | 15    | 9     | 0      |
| Cultural y Deportiva Leonesa "B" · España | Total club    | Total club    | 49    | 16    | 0      | 0                | 0                | 0                | 0                     | 0                     | 0                     | 49    | 16    | 0      |
| Cultural y Deportiva Leonesa · España     | 2.ª B         | 2020-21       | 2     | 0     | 0      | 0                | 0                | 0                | —                     | —                     | —                     | 2     | 0     | 0      |
| Cultural y Deportiva Leonesa · España     | 1.ª F         | 2021-22       | 18    | 1     | 1      | 2                | 0                | 1                | —                     | —                     | —                     | 20    | 1     | 2      |
| Cultural y Deportiva Leonesa · España     | 1.ª F         | 2022-23       | 37    | 8     | 4      | 0                | 0                | 0                | —                     | —                     | —                     | 37    | 8     | 4      |
| Cultural y Deportiva Leonesa · España     | Total club    | Total club    | 57    | 9     | 5      | 2                | 0                | 1                | 0                     | 0                     | 0                     | 59    | 9     | 6      |
| F. C. Barcelona "B" · España              | 1.ª F         | 2023-24       | 30    | 5     | 2      | —                | —                | —                | —                     | —                     | —                     | 30    | 5     | 2      |
| F. C. Barcelona "B" · España              | Total club    | Total club    | 30    | 5     | 2      | 0                | 0                | 0                | 0                     | 0                     | 0                     | 30    | 5     | 2      |
| Total carrera                             | Total carrera | Total carrera | 136   | 30    | 7      | 2                | 0                | 1                | 0                     | 0                     | 0                     | 138   | 30    | 8      |